# اینووو (کنگاژواتس)
اینووو (به صربی: Inovo) یک منطقهٔ مسکونی در صربستان است که در Knjaževac واقع شده‌است. اینووو ۱۰۰ نفر جمعیت دارد.